# Белиця (Вармінсько-Мазурське воєводство)
Белиця (пол. Bielica, нім. Behlendorf) — село в Польщі, у гміні Ґодково Ельблонзького повіту Вармінсько-Мазурського воєводства.
Населення — 175 осіб (2011).
У 1975-1998 роках село належало до Ельблонзького воєводства.

## Демографія
Демографічна структура станом на 31 березня 2011 року:
|          | Загалом | Допрацездатний вік | Працездатний вік | Постпрацездатний вік |
| -------- | ------- | ------------------ | ---------------- | -------------------- |
| Чоловіки | 86      | 14                 | 54               | 18                   |
| Жінки    | 89      | 19                 | 44               | 26                   |
| Разом    | 175     | 33                 | 98               | 44                   |